# Ormiophasia cruzi
Ormiophasia cruzi är en tvåvingeart som beskrevs av Tavares 1964. Ormiophasia cruzi ingår i släktet Ormiophasia och familjen parasitflugor. Inga underarter finns listade i Catalogue of Life.